# Jacob Eriksson
Jacob Eriksson (* 1. Oktober 1999 in Gånghester) ist ein schwedischer Radrennfahrer, der im Straßenradsport aktiv ist.

## Sportlicher Werdegang
Mit dem Wechsel in die U23 wurde Eriksson 2018 Mitglied im niederländischen UCI Continental Team Destil-Parkhotel Valkenburg. Bereits nach einer Saison wechselte er 2019 zum Team Coop, mit dem er in der Saison 2021 mehrere Top-10-Platzierungen einfuhr. 2022 kam er zum Riwal Cycling Team, für das sein Bruder bereits zwei Jahre an den Start gegangen war. Mit dem vierten Platz bei der Volta Limburg Classic und dem siebten Platz in der Gesamtwertung beim Circuit des Ardennes erzielte er 2022 seine bisher besten Karriereergebnisse (Stand 2024) bei internationalen Rennen.
Zur Saison 2023 wechselte Eriksson gemeinsam mit seinem Bruder in das Tudor Pro Cycling Team, das erstmals als UCI ProTeam lizenziert wurde. Im Juni 2024 wurde er im Straßenrennen schwedischer Meister in der Elite und folgte damit seinem Bruder, der im Vorjahr den Titel gewann.

## Familie
Jacob Eriksson ist der jüngere Bruder des Radrennfahrers Lucas Eriksson, mit dem er seit der Saison 2022 im selben Team fährt.

## Erfolge
2016
- Bergwertung Tour du Pays de Vaud

2017
- Schwedischer Meister – Straßenrennen (Junioren)
- Bergwertung Grand Prix Rüebliland

2024
- Schwedischer Meister – Straßenrennen